# Psoralea alata
Psoralea alata är en ärtväxtart som först beskrevs av Carl Peter Thunberg, och fick sitt nu gällande namn av Terence Macleane Salter. Psoralea alata ingår i släktet Psoralea och familjen ärtväxter. Inga underarter finns listade i Catalogue of Life.